# ¡Qué gente más rara!
¡Qué gente más rara! (They're a Weird Mob) es una película australiana e inglesa de 1966.

## Argumento
Nino Culotta es un emigrante italiano que llega a Australia con la promesa de obtener un trabajo. Pero para cuando llega Nino, su primo ya ha huido a Canadá dejando atrás un montón de deudas.
- Datos: Q7783640